# جورجيوس بتروبولوس
جورجيوس بتروبولوس (1872 – 1937) هو مبارز بالسيف يوناني راحل، مثّل بلاده في الألعاب الأولمبية الصيفية 1912.

## روابط رياضية
جورجيوس بتروبولوس على موقع أوليمبيديا (الإنجليزية)